# オーベロン

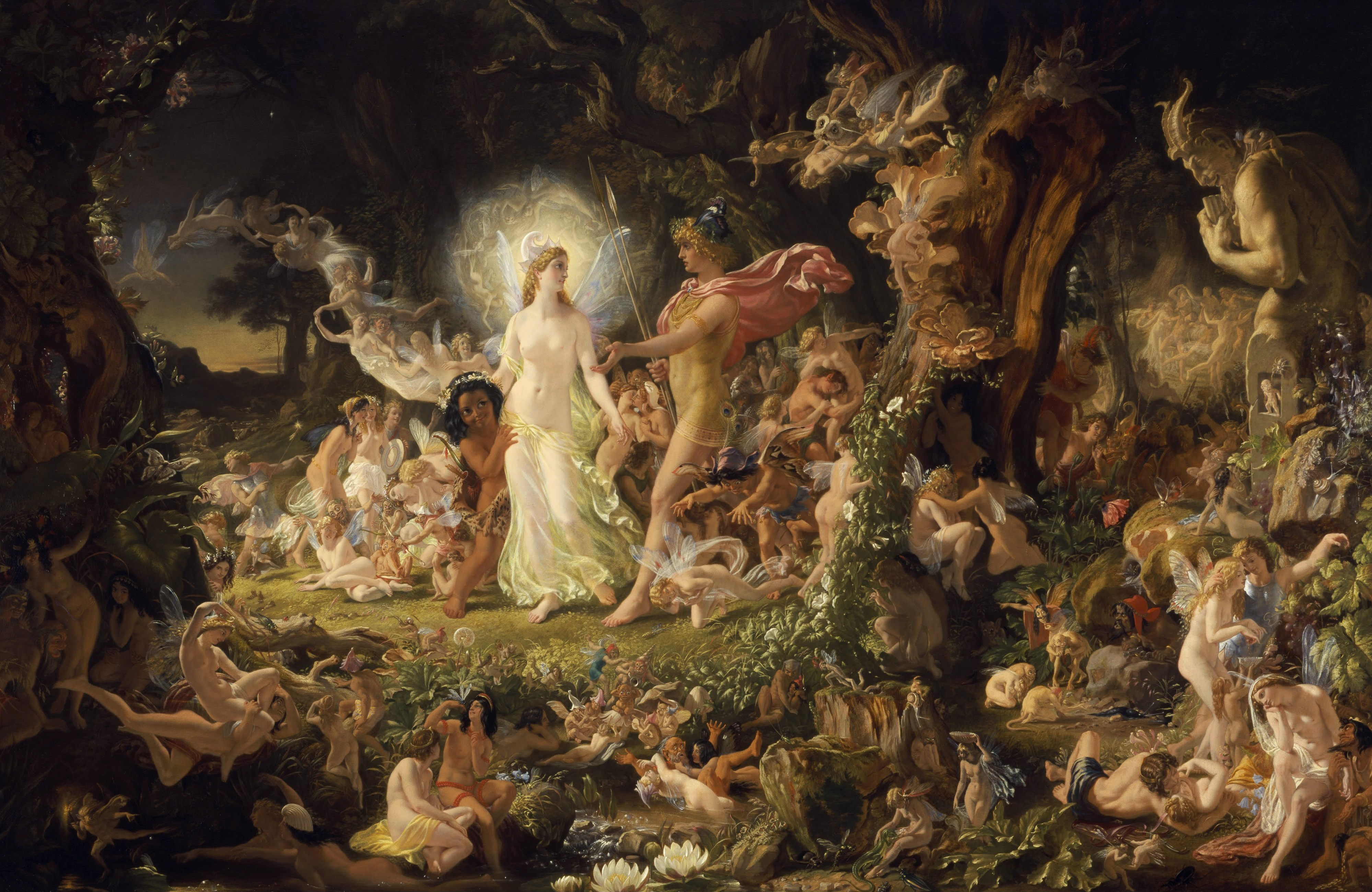
『オーベロンとティターニアの諍い』（1846年）、ジョゼフ・ノエル・ペイトン作

オーベロンまたはオベロン（Oberon、Auberon）は、中世およびルネサンス期の文学・伝承上の妖精王である。
1590年代半ばに書かれたウィリアム・シェイクスピアの戯曲『夏の夜の夢』の登場人物としてよく知られており、作品中では妖精の女王タイターニアの王配とされている。

## メロヴィング朝の伝承
エルフの王としてのオーベロンの地位は、メロヴィング朝の伝説的な歴史に登場する魔術師であるアルベリヒ（古高ドイツ語alb-「エルフ」および-rîh-,「支配者」「王」を語源とする）に由来する。伝説では、アルベリヒはメロヴィング朝の名祖であるメロヴェクスの異世界の「兄弟」である。アルベリヒは長男であるウォルバートのためにコンスタンティノープルの王女の手を勝ち取った。13世紀付近に書かれたブルグント族の詩『ニーベルンゲンの歌』においては、アルベリヒはニーベルング族の宝を守っていたが、ジークフリートによって征服された。
また、アルベリヒは北欧神話の伝統的な「エルフの王」であるフレイもしくはイングに結び付けられることもある。

## フランスの英雄詩
オーベロンの名が13世紀前半に文学に登場し始め、『Les Prouesses et faitz du noble Huon de Bordeaux』という名の武勲詩において英雄を手助けする妖精の小人オーベロンが最初である。ボルドー伯爵セグイン（Seguin）の息子であるユオンは住処である森を通り抜けるときに、隠者からオーベロンに注意するように忠告された。しかし、彼の礼儀正しさはオーベロンの歓迎するところとなり、ユオンは探索行においてオーベロンの手助けを得られることとなった。ユオンは皇帝の息子シャルロを自己防衛のためとはいえ殺害してしまったために、バビロンのアミールの宮廷を訪ね、許しを得るべく様々な偉業をなさねばならなかった。そして、オーベロンの助けなくしては成功はなしえなかったのである。
このエルフは背丈は低いが非常に端正な姿であった。オーベロンの説明によると、彼の洗礼の際に怒った妖精が背丈に呪いをかけたが、後に怒りが和らいだ際に償いとしてすばらしい美しさを与えてくれたという。アルベリヒは『ニーベルンゲンの歌』においてドワーフ、小人として描かれるが、その背丈が低いことに関してはこのように説明されている。
現実のセグインは、839年にルートヴィヒ1世の元でボルドー伯になり、845年にノルマン人との戦いで戦死した。禿頭王シャルルの息子である幼年王シャルル (Charles the Child) は、この物語のシャルロと酷似した待ち伏せ状況下でオーボワン（Auboin）という人物によって負わされた傷により866年に死去した。このようにオーベロンは9世紀の出来事を基にした13世紀のフランスの宮廷物語に登場している。オーベロンにはいくらかケルト風の装飾が与えられている、例えば（聖杯に似た）徳の高い人物に対して常に満たされている杯がある。トマス・ブルフィンチによれば以下のように紹介されている。「魔法の杯は晩餐を与えてくれた。その力はワインを生み出すだけでなく、望むときに食物をも生み出した。」この物語においては、オーベロンは妖精グロリアンダとユリウス・カエサルの息子とされている。
トリノ市に存在する物語の写本には、オーベロンの独立した物語の形式で、ユオン・ド・ボルドーの話に対する序幕と4つの後日談が含まれている。後年のフランス版も同様の形になっている。
シェイクスピアも、ジョン・バウチャー (2代バーナーズ男爵)による1540年頃の英訳（訳題: Huon of Burdeuxe）を通じて、この物語とオーベロンについて知ることとなった。フィリップ・ヘンズローの日記によると、1593年12月28日に Hewen of Burdocize という戯曲が演じられたとの記録がある。

## 夏の夜の夢
オーベロンはウィリアム・シェイクスピアの『夏の夜の夢』においてすべての妖精の王であり、妻である妖精の女王タイターニアと争っている。二人の争いはオーベロンが小姓として取り立てようとしている赤子に関することである。その赤子はタイターニアの死んでしまった人間の友人の子供であったため、タイターニアは友人のために自分がその子を育てたいと思っているのである。オーベロンもタイターニアも力を持つ妖精であるがために、彼らの論争は気象に影響してしまう。
タイターニアが子供を渡してくれないことに激しく怒り、オーベロンは彼女が眠っている間にその目に魔法の花から作られた液体を注ぐ。その液体の効果は、タイターニアが最初に見たものに対して恋に落ちてしまうことである。タイターニアは目覚めた後、パックによってロバの頭を被せられた織工のボトムに狂おしいまでの恋情を抱く。一方その頃、二組の男女が森の中に入っていた。ハーミアとライサンダーは、ディミートリアスとヘレナに追われている。ディミートリアスはライサンダーと同じくハーミアを愛しており、ヘレナはそのディミートリアスを愛しているのである。オーベロンはディミートリアスがヘレナを拒絶するのを見て、パックを遣わしてディミートリアスの目に液体を少し注がせ、ディミートリアスがヘレナに恋するように仕向ける。しかし、パックは間違ってライサンダーに惚れ薬を注いでしまい、その後ディミートリアスにも注いでしまったため、ヘレナは二人の男から愛されて、混乱が発生してしまう。パックが自分のしでかしたことを元通りにし、ディミートリアスが実は自分は本当にヘレナを愛していると気づいた後、オーベロンはタイターニアと彼女の恋人ボトムを見て自分がしたことを後悔する。オーベロンは魔法を解き、タイターニアは目覚めて二人は和解する。

## その他の歴史上での言及
- 1590年頃にロバート・グリーンが書いた戯曲『ジェームズ4世のスコットランド史』で、オーベロンは登場人物の1人である。
- 1610年にベン・ジョンソンは『妖精の君主、オーベロン (Oberon, the Faery Prince) 』という仮面劇を執筆した。その劇はプリンス・オブ・ウェールズであるヘンリー・フレデリック・ステュアートによって1611年の正月にイングランド宮廷において演じられた。
- 1789年にパヴェル・ヴラニツキー作曲、カール・ルートヴィヒ・ギーゼケ 脚本によるオペラ『オベロン、妖精の王』の初演がウィーンで行われた。1791年、フランクフルトでのレオポルト2世の戴冠式において盛大に演じられた後、カール・マリア・フォン・ウェーバーの『オベロン』に取って代わられるまでヨーロッパで多く演じられた。
- 1789年に書かれた、F.L.Æ. Kunzen 作曲、Jens Baggesen 脚本によるデンマークのオペラ『Holger Danske』にも、オーベロンとタイターニアが主要人物として登場している。
- ヨハン・ヴォルフガング・フォン・ゲーテはシェイクスピアの作品から人物を『ファウスト 第一部』に取り入れた。オーベロンはタイターニアと結婚しており、夫婦の金婚式が『ファウスト 第一部』で祝われている。
- 1826年に、ロンドンのコヴェント・ガーデンにて、カール・マリア・フォン・ウェーバーのオペラ『オベロン』の初演が行われた。本オペラは、クリストフ・マルティン・ヴィーラントの詩を元に執筆された。
- 1847年、ウィリアム・シェイクスピアおよび彼の作品の登場人物にちなんで、天王星の最外周の衛星に対してオベロンの名が与えられた。
- オーベロンは15世紀、16世紀の英国において、妖精の使い魔としてよく使われる名前であった。